# Puerta de Brandeburgo (Potsdam)

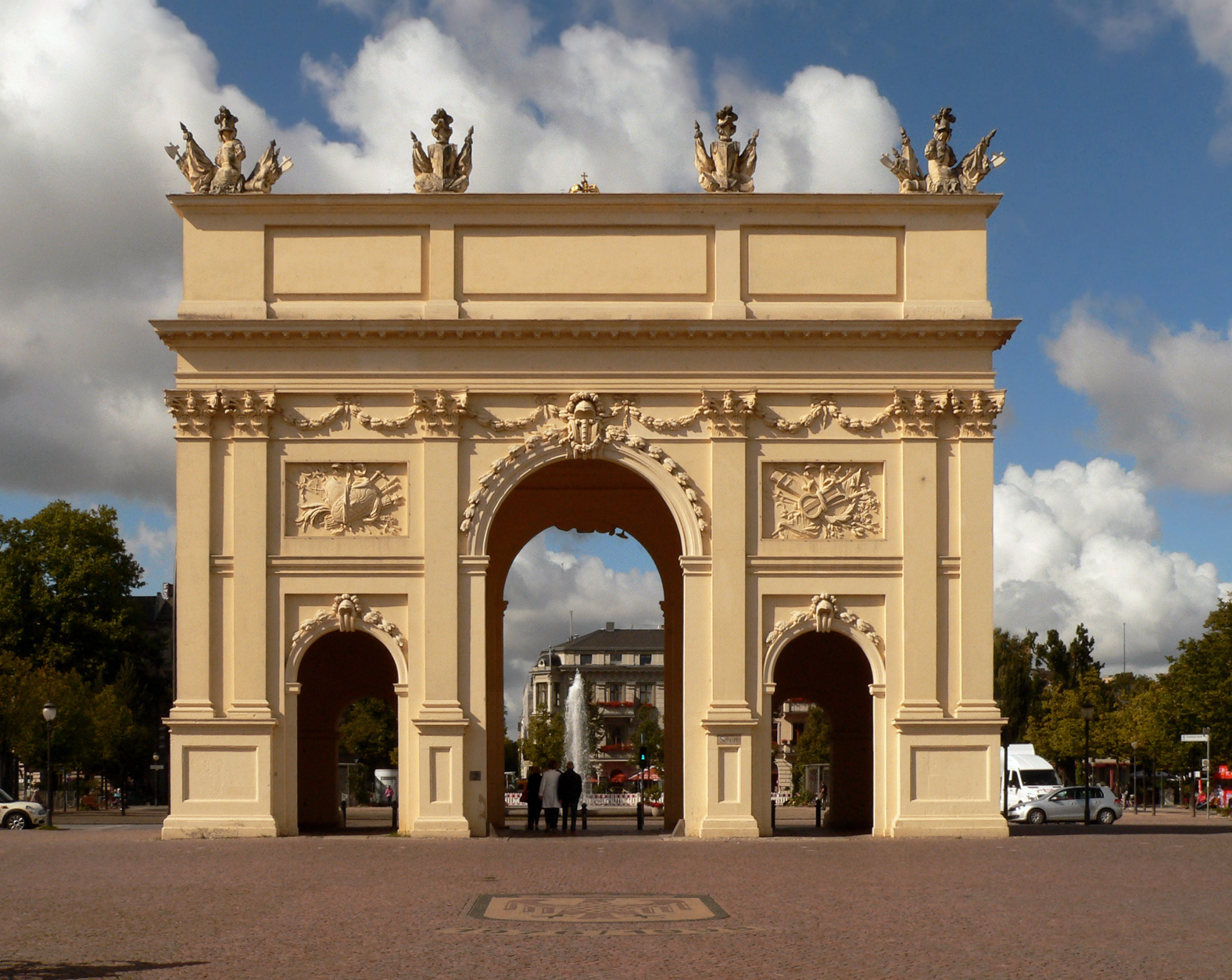
La Puerta de Brandeburgo (su cara dando a la ciudad)

La Puerta de Brandeburgo (del alemán: Brandenburger Tor) es un arco de triunfo y una puerta situada en la Luisenplatz de Potsdam. Fue construido en 1770-1771 por Carl von Gontard y Georg Christian Unger por orden de Federico II de Prusia. Se encuentra al final de la Brandenburger Straße, que discurre en línea recta hasta la Iglesia de San Pedro y San Pablo.

## Historia
Desde 1733, había otra puerta más simple en el mismo lugar, que parecía la puerta de un castillo. Junto con la muralla, una barrera de peaje, y otras puertas estaban destinados a evitar la deserción y el contrabando. 
Hacia el final de la Guerra de los Siete Años, la antigua puerta se había demolido y Federico el Grande construyó en su lugar una nueva Puerta de Brandeburgo como símbolo de su victoria. Por esta razón la puerta parece un arco de triunfo romano. Su prototipo fue el Arco de Constantino en Roma. La influencia romana se puede ver, por ejemplo, en las columnas dobles de orden corintio y en el diseño del ático.
Una característica de la Puerta de Brandeburgo es que tiene dos lados totalmente diferentes, diseñados por dos arquitectos diferentes. Carl von Gontard diseñó el lado de la ciudad, y su pupilo, Georg Christian Unger, el lado del campo. Gontard hizo el lado de la ciudad una fachada con lesenas y trofeos de estilo corintio. Unger diseñó el lado del campo en el estilo del Arco de Constantino con columnas dobles corintias y ornamentación, como trompetas de oro. Las dos entradas laterales para peatones no se añadieron hasta 1843, durante el reinado de Federico Guillermo IV, para hacer frente al aumento del tráfico peatonal.
En aquella época las personas tenían que pasar por la Puerta de Brandeburgo si querían ir a la ciudad de Brandeburgo desde Potsdam, de donde proviene el nombre. En la otra dirección, la puerta conduce hacia la céntrica zona peatonal de Brandenburger Straße, hasta la iglesia de San Pedro y San Pablo.
Desde que se demolió la muralla de la ciudad en torno a 1900, la Puerta de Brandeburgo ha sido una estructura independiente.